# 倪于義
倪于義（1605年—1648年），字百宜，號鐵山，四川重庆府荣昌县人。明末政治人物。

## 生平
天啓七年（1627年）丁卯科四川乡试舉人，崇祯四年（1631年）辛未科进士，礼部观政后，改翰林院庶吉士，六年授福建道监察御史，巡视中城、厂库、城工，七年巡视漕运，弹劾总督河道侍郎刘荣嗣，九年巡按山东，十年巡按云南，十二年降职为广西布政司簡較。